# Jorge García (calciatore 1961)
Jorge García, nome completo Jorge Patricio García Ahumada (Viña del Mar, 10 febbraio 1961), è un allenatore di calcio ed ex calciatore cileno.

## Carriera

### Calciatore

#### Club
García inizia la carriera agonistica nel Santiago Wanderers, alternando con il club di Santiago del Cile stagioni in massima serie ed in cadetteria. Nel 1981 passa al CD Everton, con cui nel 1984 si aggiudica la coppa del Cile.
Nel 1985 passa al Cobreloa, ove militerà sino al 1993. Durante la sua militanza nel club di Calama García vincerà 3 campionati cileni (1985, 1988 e 1992) ed una coppa del Cile (1986) oltre ad ottenere un secondo posto in campionato nel 1993 ed a raggiungere la finale di coppa nel 1988 e nel 1993.

#### Nazionale
García ha vestito, tra il 1984 ed il 1988, la maglia della nazionale di calcio del Cile in tre occasioni.

### Allenatore
Nel 2013 García diviene l'allenatore del Cobreloa.

## Palmarès

### Giocatore

#### Competizioni nazionali
- Campionato cileno: 2

Cobreloa: 1988, 1992